# Stolmabrua
Stolmabrua je silniční trámový most v obci Austevoll v norském kraji Hordaland spojující vesnici Stolmen na stejnojmenném ostrově s ostrovem Selbjørn. Most přemosťuje úžinu Stolmasundet a je součástí cesty Fylkesvei 151. Postaven byl v 90. letech a po dokončení v listopadu 1998 se hlavní pole s délkou rozpětí 301 m stalo nejdelším svého druhu na světě, když o 1 m překonalo hlavní pole brazilského mostu Ponte Rio-Niterói. Celková délka mostu je 467 m, boční pole mají délku rozpětí 94 m a 72 m. Šířka mostu je 9 m. 
Při výstavbě bylo použito 11500 m³ betonu a 1850 tun oceli.